# Laetitia Masson

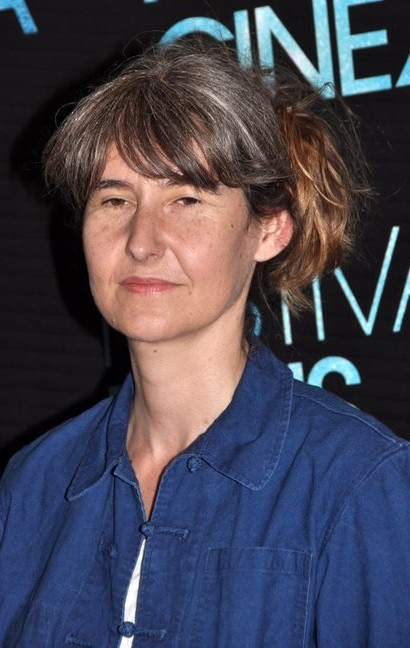
Laetitia Masson (2012)

Laetitia Masson  (* 18. Juni 1966)  ist eine französische Regisseurin, Schauspielerin und Drehbuchautorin.

## Leben
Sie studierte zunächst Literatur und wurde dann von der Pariser Filmhochschule Fémis angenommen. Ihre ersten Schritte machte sie als Autorin und Darstellerin, häufig mit Cédric Kahn. Ihr erster eigener Spielfilm Haben (oder nicht) brachte der von ihr geförderten Sandrine Kiberlain einen César und ihr selbst eine Nominierung ein. Der zweite Film der Trilogie, Zu verkaufen, brachte ihrer Hauptdarstellerin eine César-Nominierung ein, der dritte Film, Love me, war bei der Berlinale 2002 für den Goldenen Bären nominiert.
Ihr Film Pourquoi (pas) le Brésil entstand nach dem gleichnamigen Roman ihrer Freundin Christine Angot und war 2004 in Locarno für den Goldenen Leoparden nominiert.

## Filmografie (Auswahl)
Drehbuch und Regie
- 1995: Haben (oder nicht) (En avoir (ou pas))
- 1998: Zu verkaufen (À vendre)
- 1999: Love Me
- 2002: La repenti
- 2004: Pourquoi (pas) le Brésil
- 2020: Mit Pulver und Blei (Chevrotine)
- 2022: Un hiver en été
- 2024: Machenschaften im Untergrund (Citoyens clandestins, Fernsehserie)
- 2025: Nouvelle Vague – nur Drehbuch